# Jens Kloppenborg-Skrumsager
 Der er for få eller ingen kildehenvisninger i denne artikel, hvilket er et problem. Du kan hjælpe ved at angive troværdige kilder til de påstande, som fremføres i artiklen.

Jens Kloppenborg-Skrumsager (født 1970 i Aarhus) er en dansk journalist, der fra juni 2018 til juni 2019 var særlig rådgiver for energi-, forsynings- og klimaminister Lars Christian Lilleholt. Tidligere var han kontaktdirektør i Retriever Danmark A/S (indtil juli 2012 Newswatch).
Kloppenborg-Skrumsager blev student fra Aarhus Katedralskole i 1988, læste derefter statskundskab ved Aarhus Universitet og blev uddannet journalist fra Danmarks Journalisthøjskole i 2002.
Fra 2004 til 2006 var han presse- og informationschef i Københavns Kommune, og har desuden været spindoktor for Søren Pind (V), da han var bygge- og teknikborgmester. Han har desuden arbejdet en årrække i DR, senest som vært på P1 Debat og før det som journalist ved TV Avisen, Deadline og Rapporten. I 2009 etablerede han virksomheden Newswatch, der tilbyder medieovervågning (fra juli 2012 som en del af det nordiske medieovervågningselskab Retriever under navnet Retriever Danmark A/S). I dag tillige bestyrelsesmedlem i medieselskabet Havnefronten.
Fra juli 2015 til november 2016 var han særlig rådgiver for beskæftigelsesminister Jørn Neergaard Larsen og senere for innovationsminister Sophie Løhde. Fra april 2017 til juni 2018 var han leder af Venstres Center for Kommunikation og Politik, hvorefter han i juni 2018 overtog posten som særlig rådgiver for energi-, forsynings- og klimaminister Lars Christian Lilleholt, en post han varetog indtil regeringsskiftet i juni 2019.
Han har en fortid som politisk aktiv. Fra 1988 til 1989 var han formand for Venstres Ungdom i Århus og fra 1994 til 1999 var han medlem af Århus Byråd for Venstre.
Fra 1987 til 1988 var han endvidere formand for Folkeskoleelevernes Landsorganisation.
På et ekstraordinært møde i skolebestyrelsen for Vedbæk Skole den 11. april 2016 blev Jens Kloppenborg-Skrumsager valgt som næstformand i skolebestyrelsen.